# Amulius
Amulius (Grieks: Αμούλιος) was, in de Romeinse mythologie, een verre afstammeling van Aeneas en de godin Venus. Hij was de jongste zoon van koning Proca van Alba Longa. Voordat hij stierf had koning Proca de rijkdom en het koninkrijk verdeeld onder zijn twee zonen: Numitor kreeg het koninkrijk en Amulius de rijkdommen. Amulius wilde echter meer. Hij greep ten koste van zijn broer Numitor de macht in Alba Longa en dwong ook diens dochter Rhea Silvia vestaalse maagd te worden, zodat ze kinderloos zou blijven en haar nakomelingen zich niet konden wreken. Nadat ze was 'bezocht' door de oorlogsgod Mars, zette Amulius haar gevangen, maar na Amulius' dood werd ze weer vrijgelaten. Volgens een andere overlevering werd ze levend begraven en volgens een nog weer andere overlevering in de Tiber gegooid, waarna ze met de stroomgod trouwde.
Amulius wilde haar tweelingzoontjes Romulus en Remus laten verdrinken in de Tiber. De jongetjes ontsnapten echter aan de dood en werden door een wolvin, de Lupa Capitolina, gevoed. Niet veel later vond de herder Faustulus hen in de grot van de wolvin en bracht hen naar zijn vrouw Acca Larentia. Daar groeiden ze op en werden als herders opgeleid, maar ergens in hun achterhoofd hadden ze altijd wel al door dat ze anders waren dan de andere herders. Toen ze ontdekten wie ze echt waren besloten ze alles recht te zetten en gingen op weg naar Alba Longa. Daar doodden ze Amulius en zetten hun grootvader Numitor weer op de troon.